# СОС Дитячі містечка

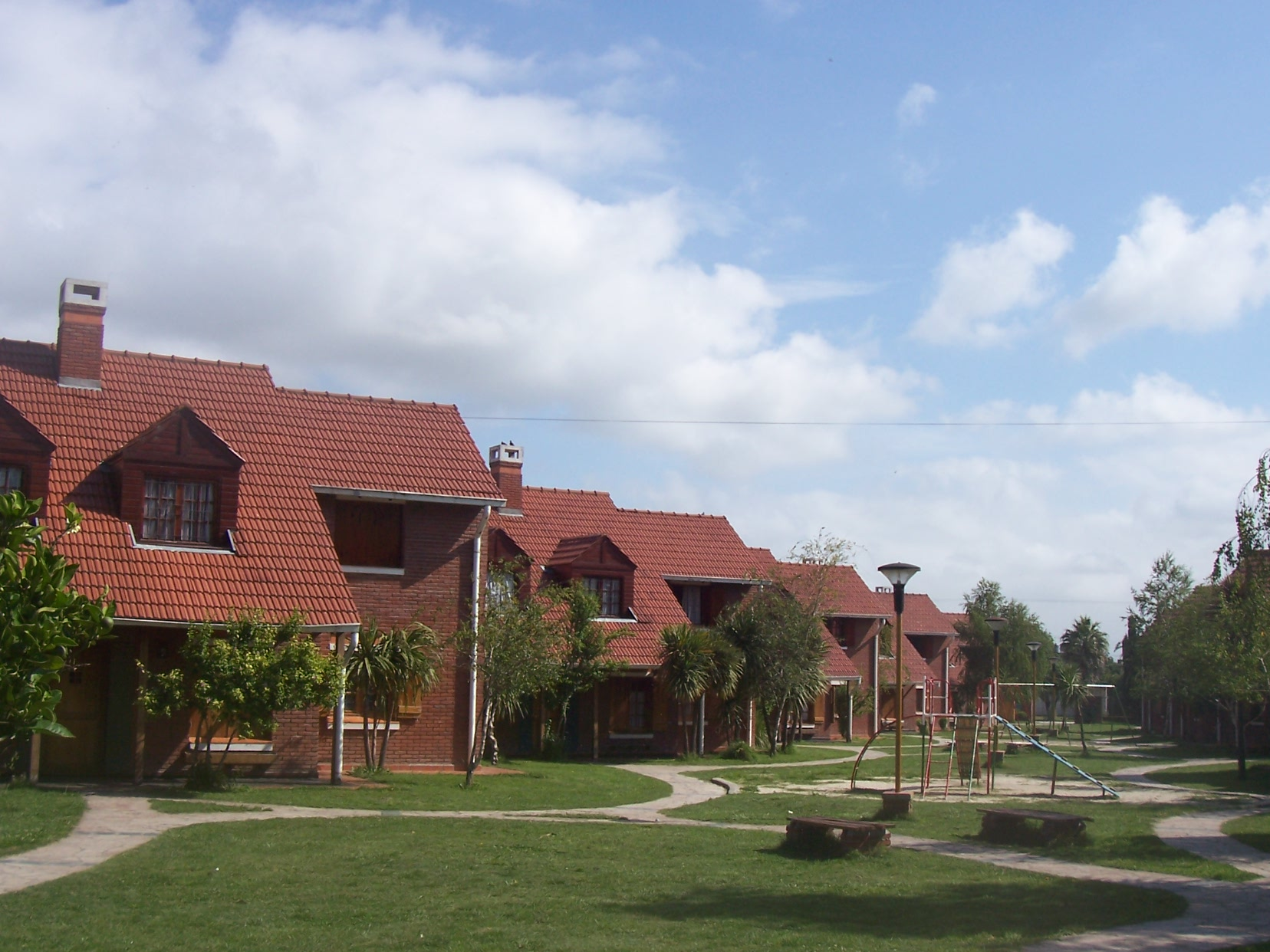
SOS Children’s Villages в Мар-дель-Плата, Аргентина

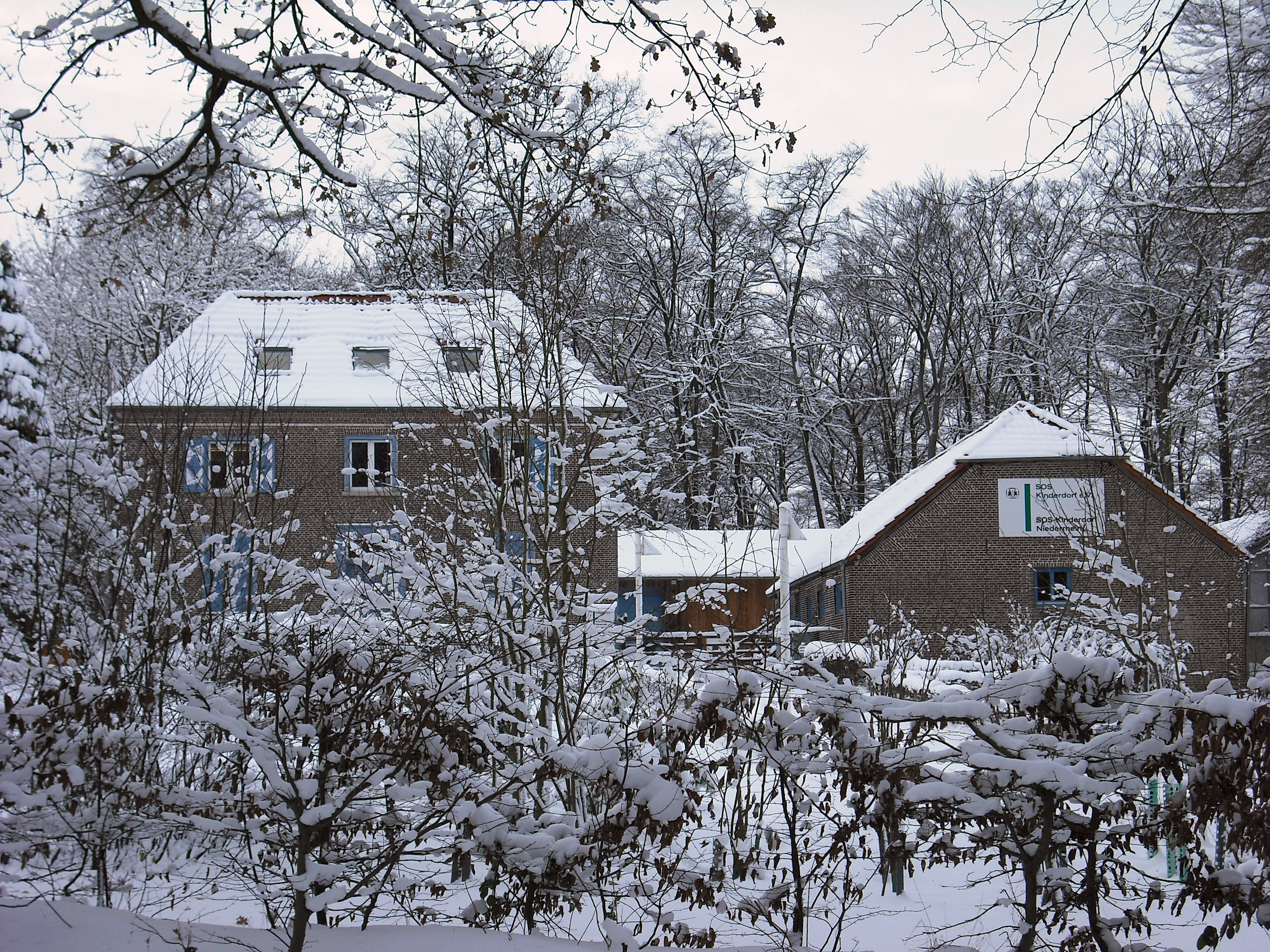
SOS Children’s Villages в Клеве-Донсбрюгген, Німеччина

СОС Дитячі Містечка (англ. SOS Children's Villages, нім. SOS-Kinderdorf) — незалежна, неурядова, соціальна благодійна організація. Мета організації: захист дітей, що залишилися без батьківської опіки, захист їхніх прав та інтересів, сприяння розвитку цих дітей. SOS Children’s Villages є одною з найбільших міжнародних неурядових фундацій: згідно з дослідженням Financial Times, у 2004 році організація посідала 33 позицію поруч із UNICEF, Amnesty International, Caritas, USAID.
Організація заснована у 1949 році та працює в 136 країнах та територіях світу через національні асоціації, в тому числі в Україні.
Президентом SOS Children's Villages з жовтня 2012 є Сіддхартха Каул англ. Siddhartha Kaul.

## Діяльність організації
Організація надає допомогу дітям, які втратили батьківське піклування та дітям з вразливих категорій, які потребують захисту своїх інтересів і прав по всьому світу.
СОС Дитячі Містечка створюють можливості для дітей-сиріт та дітей, які втратили батьківське піклування, рости в сімейних формах виховання. Кожна родина (до 10 дітей та батьки-вихователі) живе в окремому будинку, які і утворюють так звані містечка.
Організація також реалізовує широкий спектр програм для підтримки сімей у складних життєвих обставинах. Зокрема це стосується дитячих садків, початкових та середніх шкіл, молодіжних та медичних центрів, програм надання надзвичайної допомоги.
В 2017 році більше 85 000 дітей та підлітків виховувались у 572 СОС Дитячих Містечках та у більше 700 соціальних квартирах для молодих людей. Ще 3,8 млн. дітей та дорослих отримали допомогу завдяки іншим програмам організації.
СОС Дитячі Містечка у своїй роботі покладається на внески корпоративних та приватних донорів, а також урядових програм соціальної підтримки. 

## Історія
У 1949 році SOS Children's Villages було засновано в Австрії Германом Гмайнером в Імсті, Австрія. Перше СОС-Дитяче містечко відкрилось для дітей, що втратили батьків під час Другої світової війни.
Пізніше нові Містечка відкриваються в Європі, Азії, Латинській Америці, Африці та Північній Америці, охопивши майже увесь світ.
Організація проводила програми допомоги та реконструкції у надзвичайних ситуаціях після стихійних лих та економічних чи збройних криз. Такі операції були реалізовані в Індії, Шрі-Ланці, Індонезії та Таїланді у зв’язку з цунамі у 2005 році, в Болівії, Індонезії, Перу та Уругваї після торнадо у 2007 році, в Судані, Чаді та Сомалі після економічної кризи і після землетрусу в Гаїті у 2010 році.
Зараз організація представлена у 136 країнах та територіях світу, побудовано та працює понад 550 Дитячих Містечок, понад 4 млн. дітей по всьому світу допомогу отримали  у важких життєвих ситуаціях, у тому числі при гуманітарних катастрофах, зміцненню сім'ї та профілактики соціального сирітства.

## SOS Children’s Villages у світі

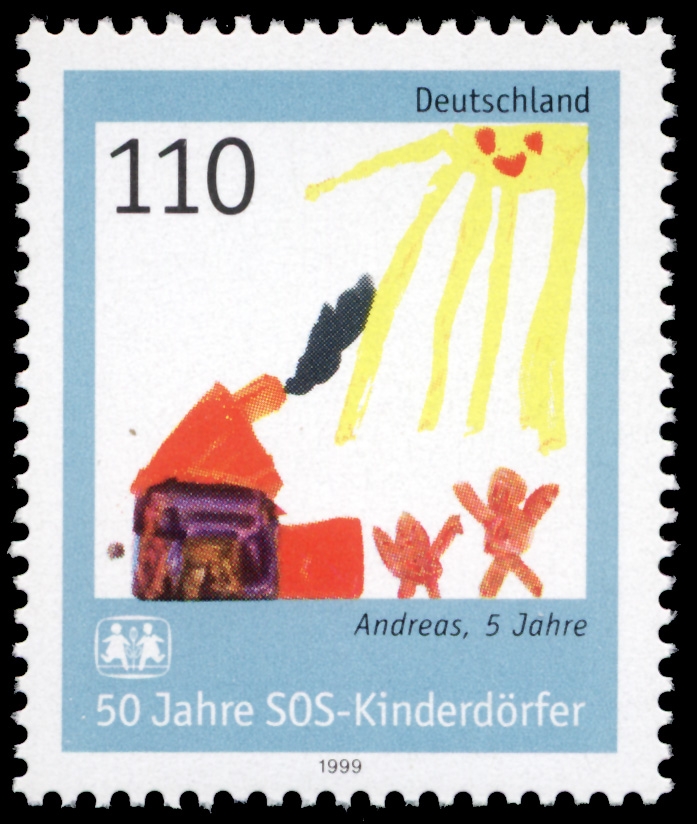
Німецька марка 1999 року

Станом на 2020 рік, SOS Children’s Villages має такі показники :
Сім’я:
- Дитячі містечка: 572 (там проживає 57 571 дитина )
- Будинки молоді: 774 (проживає 24 270 підлітків та молодих людей)
- 794 проєкти по допомозі сім’ям (охоплено 331 948 дітей)

Освіта:
- Дитячі садки: 236 (охоплюють 24 487 дітей)
- Школи Германа Гмайнера: 186 (навчається  106 745     дітей)
- Центри професійної підготовки: 103 (навчається 19 568 підлітків)

Інша допомога
- Соціальні центри: 566
- Медичні центри: 70 (проведено 778 459 процедур)
- Програми надання надзвичайної допомоги : 43 ( налічується 1 760 531 операцій)

### Азія
Перше позаєвропейське СОС Дитяче містечко було побудоване в Південній Кореї у 1963 році.
Сьогодні в Азії:
- організація діє в 32 країнах,
- існує 164 Містечка,
- 209 молодіжних програм,
- 121 програма зміцнення сім’ї,
- 142 дитячі садки, школи та центри професійного навчання,
- 36 соціальних центрів
- 7 медичних центрів
- 14 програм реагування на надзвичайні ситуації [4]

### Америка
Одночасно з Азією в 1963 році були започатковані SOS Children’s Villages в Південній Америці, перше СОС Дитяче містечко було побудоване в Аргентині.
Сьогодні в Америці:
- Організація діє в 22 країнах,
- Існує 133 Містечка,
- 163 молодіжні програми,
- 106 програм зміцнення сім'ї,
- 11 дитячих садків, шкіл та центрів професійного навчання
- 7 соціальних центрів
- 5 програм реагування на надзвичайні ситуації [5].

### Африка
У 1970 році в Кот-д'Івуарі засноване перше африканське СОС Дитяче містечко.
Сьогодні в Африці:
- Організація діє в 47 країнах,
- Існує 148 Містечка,
- 140 молодіжних програм
- 180 програм зміцнення сім'ї
- 243 дитячі садки, школи та центри професійного навчання
- 39 соціальних центрів
- 52 медичні центри
- 11 програм реагування на надзвичайні ситуації. [6]

### Європа
В Австрії, починаючи із 1951 року, були побудовані одинадцять СОС Дитячих містечок. Німеччина має 15 СОС Містечок. Перше СОС Містечко Східної Європи було побудовано у 1970 році в Чехословаччині (Доубі). В Угорщині, перше СОС Містечко було створено у 1983 році.
Сьогодні в Європі:
- Організація діє в 35 країнах
- Існує 113 Містечок
- 201 молодіжна програма
- 167 програм Укріплення сім'ї
- 56 дитячих садків, шкіл та центрів професійного навчання
- 84 соціальні центри
- 6 програм реагування на надзвичайні ситуації. [7]

### Океанія
СОС Дитячі містечка почали працювати в Австралії в 1991 році.
Сьогодні в Океанії:
·       Організація діє в 1 країні – Австралії,
·       Існує одне Містечко,
·       1 програма Укріплення сім'ї. 

## Партнери та прихильники організації
Першою видатною прихильницею організації була німецько-британська бізнесвумен Беатріс фон Бох-Гальхау, дружина одного з найбільших акціонерів виробництва кераміки Villeroy&Boch. Вона подружилась з, на той час ще нікому невідомим, Германом Гмайнером, і в 1959 вона виділила власні кошти на допомогу будівництва першого Дитячого Містечка у Німеччині у місті Мерціг Хілбрінген. Вона також використовувала політичний вплив свого чоловіка для поширення ідеї Дитячих Містечок, яка спершу стикалась з опором місцевого населення.
Іншими видатними прихильниками були Нельсон Мандела, Далай Лама, відомі футболісти Каха Каладзе, Андрій Шевченко, Вінсент Компані, Руд ван Ністелрой, Сеск Фабрегас, Хав'єр Санетті, оперна співачка Анна Нетребко, письменник Геннінг Манкелль, бельгійська тенісистка Кім Клейстерс, французька письменниця і акторка Анні Дюпре, Сара, герцогиня Йоркська, британська акторка Джорджі Генлі, модель Саліма Ага Хан, акторка і співачка Шер, бізнесмен і телеведучий Майк Холмс, співак Джюн Картер Кеш. 
СОС також отримує значні кошти через ініціативу Genworth Financial Putts4Charity, яка проводиться під час європейського туру для гольфу.

## Нагороди та визнання
За роки існування організація та її діяльність отримала визнання: і Містечка, і сам Герман Гмайнер були тричі номіновані на Нобелівську премію миру.
У 2002 році SOS Children's Villages International отримала гуманітарну премію миру Конрада Н. Хілтона за надзвичайний внесок у полегшення людських страждань.
У 2014 році СОС Дитячі Містечка на Мадагаскарі отримали премію ЮНЕСКО - Хамдан за видатну підготовку вчителів.
У 2016 році організація отримала від Королівської родини в Іспанії премію принцеси Астурійської, яка вручається за захист прав людини, просування миру, свободи та солідарності.
У 1995 році стає міжнародною неурядовою організацією з консультативним статусом при Економічній та Соціальній Раді ООН.

## СОС Дитячі Містечка Україна
2003 рік. Відкриття СОС Дитячі Містечка в Україні. Старт програми «Укріплення сім’ї»
2010 рік. Офіційне відкриття Дитячого Містечка в Броварах.
2012 рік. Відкриття Луганської Програми
2018 рік. Відкриття Молодіжного центру та Малого групового будинку в Києві
7 якостей, які відрізняють СОС Дитячі Містечка від інших благодійних фондів
- 70-річний міжнародний досвід
- масштабність діяльності
- комплексний підхід до проблеми
- високі стандарти та чітка внутрішня політика
- прозорість та підзвітність
- робота з партнерами на глобальному та національному рівнях
- високий рівень професіоналізму співробітників

Основні напрямки діяльності СОС Дитячі Містечка в Україні
●  Програма сімейних форм виховання
●  Програма «Укріплення сім’ї»
●  Проекти надзвичайного реагування
●  Адвокаційна діяльність

#### Сімейні форми виховання
Київ та Київська область
СОС Дитяче Містечко Бровари – це 13 прийомних родин і дитячих будинків сімейного типу та 2 родини короткотривалого перебування, що разом виховують більше сотні дітей.
Ще 17 молодих людей під нашим супроводом проживають за межами СОС Дитячого Містечка Бровари, а 8 – у малому груповому будинку у Києві, що створений організацією у 2018 році.
За час функціонування СОС Дитячого Містечка у Броварах сімейне виховання (вкл. короткотривалу опіку) отримали понад 150 дітей.
У чому унікальність такої сімейної опіки?
● підтримка і навчання батьків-вихователів з використанням кращих міжнародних практик;
● тісна співпраця з державними партнерами у питаннях влаштування дітей і надання послуг;
● використання затверджених державою моделей альтернативного виховання дітей;
● надання додаткової підтримки дітям та родинам, у т.ч. житло, оплата комунальних послуг.

Луганська область
Луганська програма відкрита у 2012 році. У співпраці з державними партнерами було створено 6 прийомних сімей, інтегрованих у громаду. У 2015-2016 роках нові родини у Старобільську та Сєвєродонецьку були включені в програму. Наразі підтримку отримують 13 сімей, в яких виховується 34 дитини.
У 2019 році було відібрано і навчено перші 5 патронатних сімей у Луганській області.
Сімейні форми виховання допомогли понад 100 дітям з початку роботи програми.

#### Програма «Укріплення сім’ї»
Ціль програми – збереження дитини в родині та попередження втрати батьківського піклування для дитини
Послуги надаються на основі індивідуальної оцінки потреб сімей: від матеріальної підтримки до тривалої психотерапії та оплати професійних курсів, закупівлі інвентаря для самозайнятості.
5 соціальних центрів: Київ, Бровари, Сєвєродонецьк, Старобільськ, Станиця Луганська
383 сім’ї отримує комплексну підтримку від програми, що охоплює 800 дітей.
70% з цих родин виходять з програми самодостатніми.

#### Молодіжний центр
У Києві функціонує Молодіжний центр, що надає різноманітні послуги (психологічні консультації, освітні заходи, розважальні заходи для активного відпочинку та ін.) юнакам та дівчатам, які проживають в Дитячому Містечку (14+), які вийшли з-під опіки (18+), віком 14+ з родин у кризі, з місцевої громади, а також спеціалістів, що працюють у сфері захисту прав дітей.
Понад 200 юнаків та дівчат відвідують центр щомісячно.

#### Проєкти надзвичайного реагування
Головна мета – сприяти зменшенню впливу наслідків збройного конфлікту на життя дітей і їхніх сімей. Для покриття потреб сімей у реагуванні на надзвичайні ситуації залучаються механізми грантового фінансування.
Загальна кількість отримувачів послуг та матеріальної підтримки протягом 2014-2019 років – більше 75 000 осіб.

#### Адвокаційна діяльність
Це дії, спрямовані на зміну політик і практик, які впливають на благополуччя дітей з ризиком втрати батьківського піклування та вже залишилися без батьківського піклування. Організація надає дітям трибуну для відстоювання власних прав.
Організація
- бере активну участь у сприянні реалізації Національної стратегії реформування системи інституційного догляду та виховання дітей на 2017-2026 роки та плану заходів з її реалізації,
- допомагає імплементувати Стратегію в рамках меморандумів з Луганською облдержадміністрацією та Броварською райдержадміністрацією, зокрема впроваджувати соціальні послуги для сімей та дітей у громадах;
- активно впливаєм на формування національного законодавства з прав дітей, входить до складу постійної Міжвідомчої комісії з питань захисту дітей при Міністерстві соціальної політики України;
- зусилля з адвокації на національному рівні сприяли підтримці Резолюції Генеральної Асамблеї ООН про права дитини з фокусом на дітях, які залишилися без батьківського піклування, у листопаді 2019 року.

За 17 років роботи в Україні:
- 250+ дітей отримали нові родини
- 5000+ дітей залишилися у рідних сім’ях та отримують належне батьківське піклування
- 80 000+ дітей та дорослих отримали допомогу.

Примітки
1. ↑  https://web.archive.org/web/20191222012531/https://www.sos-childrensvillages.org/how-to-find-us
2. ↑  Файл у форматі .pdf - список 34 найбільших громадських організацій (PDF). Архів (PDF) оригіналу за 5 листопада 2013. Процитовано 5 листопада 2013.
3. ↑  Zahlen. Архів оригіналу за 25 листопада 2020.
4. ↑  http://www.sos-kinderdorfinternational.org/Wo-wir-helfen/Asien/Pages/default.aspx
5. ↑  http://www.sos-kinderdorfinternational.org/Wo-wir-helfen/Amerika/Pages/default.aspx
6. ↑  http://www.sos-kinderdorfinternational.org/Wo-wir-helfen/Afrika/Pages/default.aspx
7. ↑  SOS-Kinderdörfer in Ungarn [Архівовано 11 січня 2012 у Wayback Machine.] abgerufen am 6. Juni 2011